# 沢田ユキオ
沢田 ユキオ（本名：沢田 幸男（さわだ ゆきお）、1953年3月12日 - ）は、日本の漫画家。大阪府出身。同志社大学工学部卒業。

## 経歴
幼少期はお笑い芸人に憧れていた。学生時代に同人漫画家グループ「作画グループ」に加入する。その後、『週刊少年ジャンプ』1970年21号に『おれとかあちゃん』、1971年17号に『オーマイブラザー』がそれぞれ読み切り作品として掲載され、1974年、東考社から作品集『オーマイブラザー』が出版された。
しかしすぐに漫画家は目指さず同志社大学工学部に進学後、スポーツ用品メーカーエスエスケイに入社。総務部宣伝企画課にて多忙なサラリーマン生活を送り漫画とは疎遠になっていった。しかし当時の上司であった元阪神タイガース投手の村山実より今の仕事に満足しているのか尋ねられた際に漫画家の夢を打ち明けたところ、村山より「本当にやりたいことをやれ」と背中を押され上京。1980年に徳間書店の『テレビランド』に掲載された『のってるヒーローくん』で連載デビューし1983年まで連載される。その後、同社の『わんぱっくコミック』1986年8月号にゲーム漫画『スーパーマリオブラザーズ2』および『スーパーマリオブラザーズ3』を連載。1989年1月号で同誌休刊に伴い連載が終了したが、これがきっかけで小学館『月刊コロコロコミック』1990年11月号に『スーパーマリオくん』を連載し、人気を博す。以来、小学館の単行本・学年誌などで学習漫画・クイズ漫画を多数執筆する。2020年には第65回小学館漫画賞の審査委員特別賞を受賞（対象作品は『スーパーマリオくん』）。
2021年現在、小学館の『月刊コロコロコミック』に『スーパーマリオくん』を長期連載している。また『月刊コロコロコミック』の姉妹誌『コロコロイチバン!』でスーパーマリオくんのスピンオフ作品である『スーパーマリオくん劇場』を連載中。
2015年12月14日、YouTubeのコロコロチャンネルに出演し、『マリオメーカー』の自身が作り上げたコースのプレイの観覧と共に自身もプレイした。
漫画原作者で評論家でもある大塚英志と交友関係があり、1981年に雑誌編集のアルバイトを紹介した。また漫画家の樫本学ヴとも仲が良く、自分の漫画の作中に登場させている。またスーパーマリオくん4巻の巻末には、間寛平と作者の競演が行われ、作者が弟子として教えを受けるギャグが展開された。『コロコロアニキ』2017年秋号では松山せいじの漫画『なみだめし』で第1回のゲストとして描かれた。

## 人物・エピソード
- 好きな食べ物は大阪で食べるたこ焼きとお好み焼き[6]。
- 酒に弱く、御屠蘇を一口飲んだだけで真っ赤になる[6]。
- 『スーパーマリオくん』のストーリーを考えるため、原作にあたるマリオのゲームをしているが、どうしても進めないところは自身の子供に頼んで手伝ってもらっている[7]。
- オールナイトニッポンに出演したことがある[6]。
- 作品では作者本人が出てくるシーンがよくある[8]。
- もずく酢を食べると体が震える[9]。
- 漫画家でなければ高校の化学の教師になりたかったと語っている[6]。
- マリオシリーズで一番好きなキャラクターはヨッシー。理由は大食いで心優しいから[10]。
- 『スーパーマリオくん』第1巻の帯裏には連載当初の自身の写真が載っており、それ故にサイン会の度に少し恥ずかしい思いをしている[11]。
- 『スーパーマリオくん』第40巻の帯裏で、任天堂の宮本茂とのツーショット写真が掲載されている。

## 作品リスト

### 連載作品
- のってるヒーローくん（徳間書店『テレビランド』1980年5月号 - 1983年12月号）
- おじゃま犬ホットドック（小学館『小学三年生』1983年4月号 - 10月号）
- いじ悪あっかん☆べ〜（小学館『小学二年生』1986年9月号 - 1987年3月号）
- スーパーマリオブラザーズ2（徳間書店『わんぱっくコミック』1986年8月号 - 1989年1月号）
- ビックリマン（小学館『小学一年生』1987年6月号 - 1990年12月号、『小学三年生』1987年4月号 - 1990年12月号、『小学五年生』1987年6月号 - 1990年2月号）
- 仮面のりどん（徳間書店『テレビランド』1989年頃）
- スーパーマリオくん（小学館『月刊コロコロコミック』1990年11月号 - 連載中、『別冊コロコロコミック』1991年2月号 - 2016年10月号、『小学三年生』1991年4月号 - 2003年3月号、『小学四年生』1992年4月号 - 1996年7月号）
- スーパービックリマン（小学館『小学一年生』1992年9月号 - 1993年1月号）
- オレだよ!ワリオだよ!!（小学館『コロコロイチバン!』2005年創刊号 - 2013年3月号）
- スーパーマリオくん劇場（小学館『コロコロイチバン!』2013年4月号 - 連載中）
- なかよしタウン（ジェイピーエヌ株式会社『月刊小学エース会員誌 なかよし新聞』）

### 読み切り・短編
- おれとかあちゃん（集英社『週刊少年ジャンプ』1970年21号）
- オーマイブラザー（集英社『週刊少年ジャンプ』1971年17号）
- オーマイブラザー（東考社、1974年） - 初期作品集
- ロコ・コロ（東考社）
- パニックベストテン（講談社『コミックボンボン』1982年2月号）
- スーパーマリオブラザーズ（小学館『小学三年生』1986年2月号）
- ミラクル・ピーチ（小学館『学習幼稚園』）
- 影の伝説（徳間書店『わんぱっくコミック』1986年6月号）
- 魔界村（徳間書店『わんぱっくコミック』1986年7月号）
- 必勝テクニック完ペキ版5 魔界村（徳間書店『わんぱっくコミックス』1986年）
- マグマックス（徳間書店『わんぱっくコミック』1986年）
- エグゼドエグゼス
- サーカスチャーリー（徳間書店『わんぱっくコミック』1986年）
- ゴジラくん（講談社『月刊ヒーローマガジン』1990年）
- スーパーマリオッさん（小学館『コロコロアニキ』第4号、2015年） ※「沢田ユキオッさん(62)」名義

### 学習漫画
- 国語のふしぎおもしろ百科（小学館 学習まんが・ふしぎシリーズ、1981年）
- ことわざおもしろ事典（小学館 学習まんが・ふしぎシリーズ、1984年）
- おもしろパズルランド（小学館 学習まんが・ふしぎシリーズ、1984年）
- まんがいじわるクイズ（小学館 コロタン文庫、1984年）
- ナンセンスなぞなぞ（小学館 コロタン文庫、1985年）
- なぞなぞゲームブック（小学館 コロタン文庫、1986年）
- みえる・みえないのひみつ（学研 ひみつシリーズ、1986年）

### その他
- 匿名ラジオ 缶バッジコレクション（児童誌風イラスト[12]）